# J.P.リッチアーディ

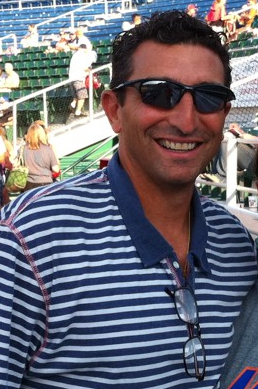
2011年

J.P.リッチアーディ（J. P. Ricciardi）ことジョン・ポール・リッチアーディ（John Paul Ricciardi 、1959年9月26日 - ）は、アメリカ合衆国マサチューセッツ州ウースター出身のMLB・ニューヨーク・メッツのGM特別補佐。

## 経歴

### GM就任まで
1980年にセントレオ大学（Saint Leo University）からニューヨーク・メッツとドラフト外で契約。マイナーリーグで2年間プレーしたが、通算打率は2割に満たず、1981年限りで現役を引退した。現役時代の守備位置は主に二塁手であった。その後、ニューヨーク・ヤンキース、オークランド・アスレチックスの下部組織でコーチやスカウトを歴任した。
1996年にアスレチックスのサンディ・アルダーソンGMの特別補佐に就任。アルダーソンの後を継いで就任したビリー・ビーンGMの下では、GMの右腕として「マネー・ボール」戦略を推し進めた。アスレチックスは1999年に7年ぶりに勝ち越し、翌2000年に8年ぶりの地区優勝、2001年には11年ぶりのシーズン100勝をマークした。なお、ビーンGMとはマイナーリーグ時代のチームメイトであった。

### トロント・ブルージェイズGM
アスレチックス時代の実績が評価され、2001年11月14日にトロント・ブルージェイズのゼネラルマネージャーに就任した。アスレチックス時代と同様に、スカウトによる主観的評価よりも、セイバーメトリクスに基づく客観的評価を重視した補強を行った。「マネー・ボール」の原則通り、ドラフト上位指名選手は大学生中心だったが、トラビス・スナイダー（2006年）やケビン・アーレンス（2007年）のような例外もあった。
2005年のシーズンオフにはテッド・ロジャース・オーナーから大幅な年俸総額の引き上げを認められたことで、GM就任以後最大の大型補強を行った。B.J.ライアンを5年4750万ドル、A.J.バーネットを5年5500万ドル（3年目終了時に契約破棄条項付き）で獲得すると、トレードでライル・オーバーベイ、トロイ・グロースも獲得。更に、ベンジー・モリーナを1年500万ドルで獲得。ロイ・ハラデイとも2008年から2010年まで3年4000万ドルで契約延長に成功した。リッチアーディは「オフに入ったときにプランは立てていたがこんなにうまくいくとは……」と大型補強を自画自賛した。その結果、2006年はレッドソックスを上回り、1993年以降では最高となる地区2位の成績を収めた。
2009年はエースのロイ・ハラデーにトレード話が浮上し、高年俸選手のスコット・ローレン、アレックス・リオスを相次いで放出するなど、再建モードに入ったが、同年10月3日、契約を1年残したまま、GMを解任された。在任8年間で勝率5割以上を4度マークしたが、悲願のプレーオフ進出は最後まで実現できなかった。後任にはアレックス・アンソポロスが就任した。
GM解任後、リッチアーディはカナダメディアのインタビューに対し、「私は与えられた条件下でやれる限りのことをした。それでも、この地区で勝ちぬくには十分ではなかった」、「ヤンキースはその気になればペイロールを3億ドルまで増やすことができる。レッドソックスも資金は潤沢だ。この状況では、ブルージェイズがヤンキースやレッドソックスとの争いに勝ちぬくのは難しいだろう。誰がGMをやっても同じことだよ」と語った。

### GM解任後
2010年2月、米国のスポーツ専門局ESPN「Baseball Tonight」の解説者に就任。
同年11月2日、アスレチックス時代の上司であるサンディ・アルダーソンGMの招聘で、ニューヨーク・メッツのGM特別補佐に就任することが発表された。

## GMとしての評価
リッチアーディは積極的な補強を行うことで、ヤンキース、レッドソックスと同地区という厳しい条件ながら2006年に87勝75敗で地区2位となるなど一定の成果を上げた。それ以外にも2003年と2008年に二桁の貯金を記録するなど、激戦区のア・リーグ東地区で健闘を見せた。また、生え抜きの実力者であるロイ・ハラデイ、アーロン・ヒルと金額の高騰を避けつつ長期契約を結んだことや、アダム・リンド、トラビス・スナイダー、ジェシー・リッチ、ショーン・マーカム、リッキー・ロメロ、ブレット・セシルら現在の中心選手をドラフトで指名したことは高い評価を受けている。トレードの成功例としては、ホセ・バティスタ、マルコ・スクータロらが挙げられる。マイナー契約で獲得したスコット・ダウンズは、後にリーグを代表する救援左腕へと成長した。
一方で、リッチアーディが連発した大型契約は、ことごとく失敗に終わった。その結果、ブルージェイズの財政状況は悪化した。スポーツ・イラストレイテッド電子版は、2009年8月にMLBの現役選手を対象にした「最悪の契約」ランキングを発表し、11位にB.J.ライアン、7位にアレックス・リオス、1位にバーノン・ウェルズを選んだ。また、契約を結んだリッチアーディを痛烈に非難した。
2009年7月のロイ・ハラデイを巡るトレード交渉では、あまりに強気な態度を貫いた結果、交渉を成立させることが出来なかったため、各メディアから「本気でチーム再建に取り組む心積もりがない」、「GMとしての想像力に欠けている」と批判された。

### 大型契約失敗
- 2004年オフ、ミネソタ・ツインズからFAとなったコーリー・コスキーと3年総額1700万ドルで契約。しかし、1年目からOPS.735と不振に陥り、2006年1月にブライアン・ウルフとのトレードでミルウォーキー・ブルワーズに放出された。
- 2005年オフにボルチモア・オリオールズからFAとなったB・J・ライアンと5年総額4700万ドルで契約。1年目の2006年はクローザーとして期待通りの成績を収めたが、翌年以降は肘の故障に苦しみ、2010年まで約1500万ドルの支払いを残したまま2009年シーズン途中に解雇された[12]。
- 2005年オフ、フロリダ・マーリンズからFAとなったA.J.バーネットと5年総額5500万ドル（3年目終了時に契約破棄可）で契約。2006年と2007年は故障者リストに入り、年間を通して活躍できなかった。2008年は期待通りの活躍を見せたが、オフに契約を破棄してFAとなり、ニューヨーク・ヤンキースに移籍した。バーネットに関しては、契約の際に3年目終了時の破棄条項を入れたことも批判の対象になっている[8]
- 2006年シーズン終了後、バーノン・ウェルズと球団史上最高額の7年1億2600万ドルで契約を延長。当初から実際の価値に見合ったものなのか疑問視されていたが[13]、ウェルズは翌年から打撃不振、故障等で満足な働きをすることが出来ず、2010年からの5年間で1億700万ドルという著しく巨額な支払いが残ることもあって、多くのメディアで不良債権化が指摘され、激しい批判の対象となった[14][9][15]。
- 2006年オフ、オークランド・アスレチックスからFAになったフランク・トーマスと2年総額1800万ドル（3年目のオプション付き）で契約。1年目こそまずますの成績を残したトーマスだったが、2年目の2008年には極度の打撃不振に陥り、4月20日に解雇された。
- 2006年オフ、ライル・オーバーベイと4年総額2400万ドルで契約延長。しかし、オーバーベイは翌2007年に手首を故障し、打撃成績が低下。その後も、怪我前の水準に戻ることはなかった。
- 2008年4月に、アレックス・リオスと6年総額6400万ドルで契約延長。翌2009年8月、打撃不振に陥っていたリオスをウェーバー公示し、シカゴ・ホワイトソックスに無償で譲渡した。リッチアーディは「経済状況がこの1年でがらりと変わってしまった」、「予算に柔軟性を持たせ、チームを前進させるため」と説明した[16]。

### 騒動
- 2006年オフ、シアトル・マリナーズからFAになったギル・メッシュの獲得に失敗し、「ヤンキース、レッドソックスと争う東地区から逃げて楽なカンザスシティへ行った」とメッシュを非難した[17]。

- 2007年のスプリングトレーニングでは、B・J・ライアンが背中を痛めて離脱すると発表されたが、後に背中ではなく肘の故障で、トミー・ジョン手術が必要な重傷であることが判明した。リッチアーディはライアンの肘の故障を隠すために、嘘の情報を流したことを認めた[18]。

- 2008年6月、トロントのラジオ局が放送しているスポーツ番組に出演した際に、「得点力不足解消のためにアダム・ダン（当時シンシナティ・レッズ）を獲得すべき」と提言したリスナーに対し、「あいつ（ダン）は野球が好きじゃないし、試合に対する情熱もない。そんな選手はいらない」と発言[19]。リッチアーディは直後にメディアを通じてダンに謝罪。さらにダンと電話で直接会話し、謝罪をして和解したと述べたが、ダンはそれを完全に否定した。リッチアーディは「私が電話で話した相手は、自分がダンだと名乗っていた。悪質ないたずら電話だったんだ」と語った[18]。

## GMとしての戦績
| 年度   | チーム | リーグ  | 試合 | 勝利 | 敗戦 | 勝率 | 順位 | 年俸総額   |
| ------ | ------ | ------- | ---- | ---- | ---- | ---- | ---- | ---------- |
| 2002年 | TOR    | AL East | 162  | 78   | 84   | .481 | 3位  | 7680万ドル |
| 2003年 | TOR    | AL East | 162  | 86   | 76   | .531 | 3位  | 5120万ドル |
| 2004年 | TOR    | AL East | 161  | 67   | 94   | .414 | 5位  | 5001万ドル |
| 2005年 | TOR    | AL East | 162  | 80   | 82   | .494 | 3位  | 4571万ドル |
| 2006年 | TOR    | AL East | 162  | 87   | 75   | .537 | 2位  | 7191万ドル |
| 2007年 | TOR    | AL East | 162  | 83   | 79   | .512 | 3位  | 8194万ドル |
| 2008年 | TOR    | AL East | 162  | 86   | 76   | .531 | 4位  | 9797万ドル |
| 2009年 | TOR    | AL East | 160  | 75   | 85   | .469 | 4位  | 8053万ドル |
| 通算   | 通算   | 通算    | 1293 | 642  | 651  | .497 |      |            |